# Heart of Stone/What a Shame
Heart of Stone/What a Shame è il sesto singolo del gruppo rock britannico Rolling Stones pubblicato nel 1964 negli USA e, l'anno successivo, ripubblicato come What a Shame/Heart of Stone, invertendo il lato A con il lato B. Entrambi i brani vennero inclusi nell'album The Rolling Stones, Now! del 1965; fu il secondo singolo del gruppo a raggiungere la Top 20 negli Stati Uniti

## I brani
Heart of Stone
La versione pubblicata era registrata in monofonia ma nel 1966 venne pubblicata una versione stereofonica all'interno della compilation Big Hits (High Tide and Green Grass). In Francia venne pubblicato un Extended play omonimo.
Una versione differente del brano venne registrata con Jimmy Page alla chitarra e venne pubblicata solo nel 1975 nell'album Metamorphosis.

## Tracce
Lato A
1. Heart of Stone – 2:48 (K. Richard; M. Jagger)

Lato B
1. What a Shame – 2:50 (K. Richard; M. Jagger)

## Formazione
- Mick Jagger – voce
- Keith Richards – chitarra
- Brian Jones – chitarra
- Bill Wyman – basso, cori
- Charlie Watts – batteria
- Jack Nitzsche – tamburelli, piano